# Jenny Tranfield
Jenny Tranfield (* 31. März 1975 in Sheffield) ist eine ehemalige englische Squashspielerin.

## Karriere
Jenny Tranfield war von 1996 bis 2005 auf der WSA World Tour aktiv und gewann zehn Titel bei insgesamt 13 Finalteilnahmen. Ihre beste Platzierung in der Weltrangliste erreichte sie mit Rang acht im Januar 2005.
Mit der englischen Nationalmannschaft gewann sie 2003 die Europameisterschaft. Zwischen 1997 und 2004 stand sie siebenmal im Hauptfeld der Einzelweltmeisterschaft. Ihr bestes Abschneiden war jeweils der Viertelfinaleinzug 2002 und 2004. Sie nahm für Großbritannien an den World Games 2005 teil und erreichte das Viertelfinale.

## Erfolge
- Europameister mit der Mannschaft: 2003
- Gewonnene WSA-Titel: 10